# Claudia Fernanda Gil Lozano
Claudia Fernanda Gil Lozano née le 25 mai 1958 à Buenos Aires, est une historienne, professeure universitaire et politique argentine, qui est députée nationale pour la ville autonome de Buenos Aires, entre 2007 et 2011. Elle est également parlementaire du Mercosur pour l'Argentine entre 2015 et 2019.

## Biographie
Claudia Fernanda Gil Lozano nait le 25 mai 1958 à Buenos Aires. Elle est enseignante dans le primaire et devient  professeure d'histoire à la Faculté de Philosophie et Lettres (es) de l'Université de Buenos Aires (UBA). Elle obtient une maîtrise en sociologie de l'Institut de Grandes Études Sociales de l'Université nationale de San Martín et un doctorat de la Faculté de Philosophie et Lettres de la UBA.
Professeure à l'Universidad Nacional de La Pampa (es), à l'UBA, à l'Organisation Universitaire Interamericana, à l'Université Nationale de Quilmes, à l'Université de Sciences commerciales et Sociales, à l'Université de Palermo, entre autres institutions. Également sur le plan académique, elle a été chercheuse et membre de l'Institut Interdisciplinaire d'Études de Genre de la Faculté de Philosophie et Lettres de la UBA, elle a publié divers articles et participé à des congrès et conférences.
Elle est consultante du conseil en la Defensoría du Village de la Ville Autonome de Buenos Aires sous Diana Maffía (es) entre 2000 et 2001, et comme conseillère de María Eugenia Estenssoro, alors députée de Buenos Aires, entre 2006 et 2007. Entre 2000 et 2002 elle a intégré le conseil consultatif de l'Instituto Nacional contra la Discriminación, la Xenofobia y el Racismo (INADI). Elle a été chroniqueuse d'opinion en Infobae (es).
En politique, elle a intégré la Coalición Cívica ARI (es) (CC-ARI), élue députée nationale par la Ville Autonome de Buenos Aires dans les , avec mandat jusqu'à 2011,. Vice-présidente deuxième de la commission de Tourisme et secrétaire de la commission de Culture, de même, elle fait partie des commissions de famille, femme, enfance et adolescence; de Législation du Travail; de Législation Pénale; et de Troisième âge. En 2010 elle a voté en faveur du mariage entre des personnes du même sexe. 
En novembre 2010, avec d'autres députés, elle a présenté un projet de loi d'identité de genre, qui a été débattu et approuvé l'année suivante. Après avoir été députée à la Chambre des députés, elle a été directrice de la Commission spéciale de délits liés à la traite de personnes de la Législature de la Ville Autonome de Buenos Aires (es).
En novembre de 2014 elle quitte la CC-ARI, dont elle avait intégré la direction nationale, ensuite elle fait partie du Frente Renovador (es) de Sergio Massa. Aux élections de 2015 (es), elle a été élue députée au Parlement du Mercosur (Parlasur) par l'Argentine dans la liste nationale d'Unidos por una Nueva Alternativa (es) (UNA). Son mandat s'est prolongé jusqu'en 2021,.
En mars de 2021, elle a été nommée directrice du Centre International pour la Promotion des Droits Humains (CIPDH-UNESCO), établissement décentralisé du Pouvoir Exécutif National (es) avec le parrainage de l'Unesco.